# Ersättningsresistans

Seriekoppling av R_{1} till R_{n}.

Parallellkoppling av R_{1} till R_{n}.

Ersättningsresistans är den resistans vilken man kan ersätta två eller flera resistorer i en krets med, utan att påverka huvudströmmen.
Beräkningen av ersättningsresistansen är olika för serie- och parallellkopplingar.
För seriekopplingar är den totala resistansen R helt enkelt summan av de olika resistorernas resistans.
{\displaystyle R=R_{1}+R_{2}+\dots +R_{n}\,}
För parallellkopplingar är 
{\displaystyle {\frac {1}{R}}={\frac {1}{R_{1}}}+{\frac {1}{R_{2}}}+\dots +{\frac {1}{R_{n}}}}
Resistansen är alltså den reciproka summan av alla konduktanser.